# Valle Gran Rey
Valle Gran Rey (vallée du grand roi, en allusion au chef Guanche Hupalupa) est une commune de la province de Santa Cruz de Tenerife dans la communauté autonome des Îles Canaries en Espagne. Elle est située à l'ouest de l'île de La Gomera.
La commune est répandue dans une vallée dans laquelle on trouve beaucoup de palmiers et de bananeraies, ce qui lui donne un aspect très exotique.

## Géographie

### Localisation

Localisation de l'île de La Gomera dans les Îles Canaries.
Localisation de Valle Gran Rey dans l'île de La Gomera.

|                  | Vallehermoso   |              |
| Océan Atlantique | Valle Gran Rey | Vallehermoso |
|                  | Vallehermoso   |              |

### Villages de la commune
Valle Gran Rey n'est ni un village ni un hameau. C'est uniquement le nom de la commune et du barranco (vallée) verdoyant qui aboutit à l'océan entre La Puntilla et La Playa.

#### Villages et hameaux
- La Calera (centre administratif)
- Casa de la Seda
- El Guro
- El Hornillo
- El Retamal
- Los Granados
- Los Descansaderos
- La Vizcaina
- Chele
- Las Hayas
- Taguluche
- Arure

#### Quartiers au bord de l'océan
- La Playa
- La Puntilla
- Borbolan
- Vueltas (port)

## Démographie
| Année | Population | Densité    |
| ----- | ---------- | ---------- |
| 1991  | 3 103      | 85,34/km²  |
| 1996  | 3 631      | 99,86/km²  |
| 2001  | 4 238      | 116,56/km² |
| 2002  | 4 248      | 116,83/km² |
| 2003  | 4 487      | 123,41/km² |
| 2004  | 4 745      | 130,50/km² |
| 2006  | 5 040      | 138,61/km² |
| 2007  | 5 116      | 140,70/km² |
| 2009  | 5 129      | 141,06/km² |

## Station balnéaire
Valle Gran Rey est la station balnéaire la plus populaire de la Gomera. On y trouve quelques hôtels et des appartements principalement sur la bande côtière dans les quartiers de Vueltas, la Puntilla, la Playa et la Calera. Une quarantaine de restaurants sont répertoriés sur la commune. La plupart sont situés en bordure d'océan.
Le tourisme reste ici un tourisme à visage humain.
Le port de Vueltas sert de départ aux bateaux en direction de Playa Santiago et San Sebastian de la Gomera ainsi qu'aux excursions marines vers le site de Los Organos ou pour l'observation des cétacés.
Les plages de Valle Gran Rey (en sable noir) sont du nord au sud :
- la Playa del Ingles
- la Playa
- le Charco del Conde
- la Playa de Vueltas
- la Playa de Argaga (en galets) faisant partie de la commune de Vallehermoso

La Calera est le départ de plusieurs randonnées en direction de l'intérieur de l'île et du parc national de Garajonay. Des liaisons régulières de bus appelés guaguas relient la commune à San Sebastian de la Gomera et au reste de l'île.
A la Puntilla, au bord de la plage, se trouve la statue géante d'un présumé roi guanche appelé Hautacuperche.

## À voir
- le belvédère Mirador del Palmerejeo réalisé par César Manrique en 1989.
- les couchers de soleil depuis la Playa.
- le Charco del Conde qui se vide et se remplit au gré des marées.
- les barques colorées du port de Vueltas où l'on peut observer des raies.
- le village à flanc de montagne de La Calera.
- la statue géante du roi guanche Hautacuperche à la Puntilla.
- les nombreuses bananeraies et leur irrigation.
- le marché artisanal hippie chaque dimanche.

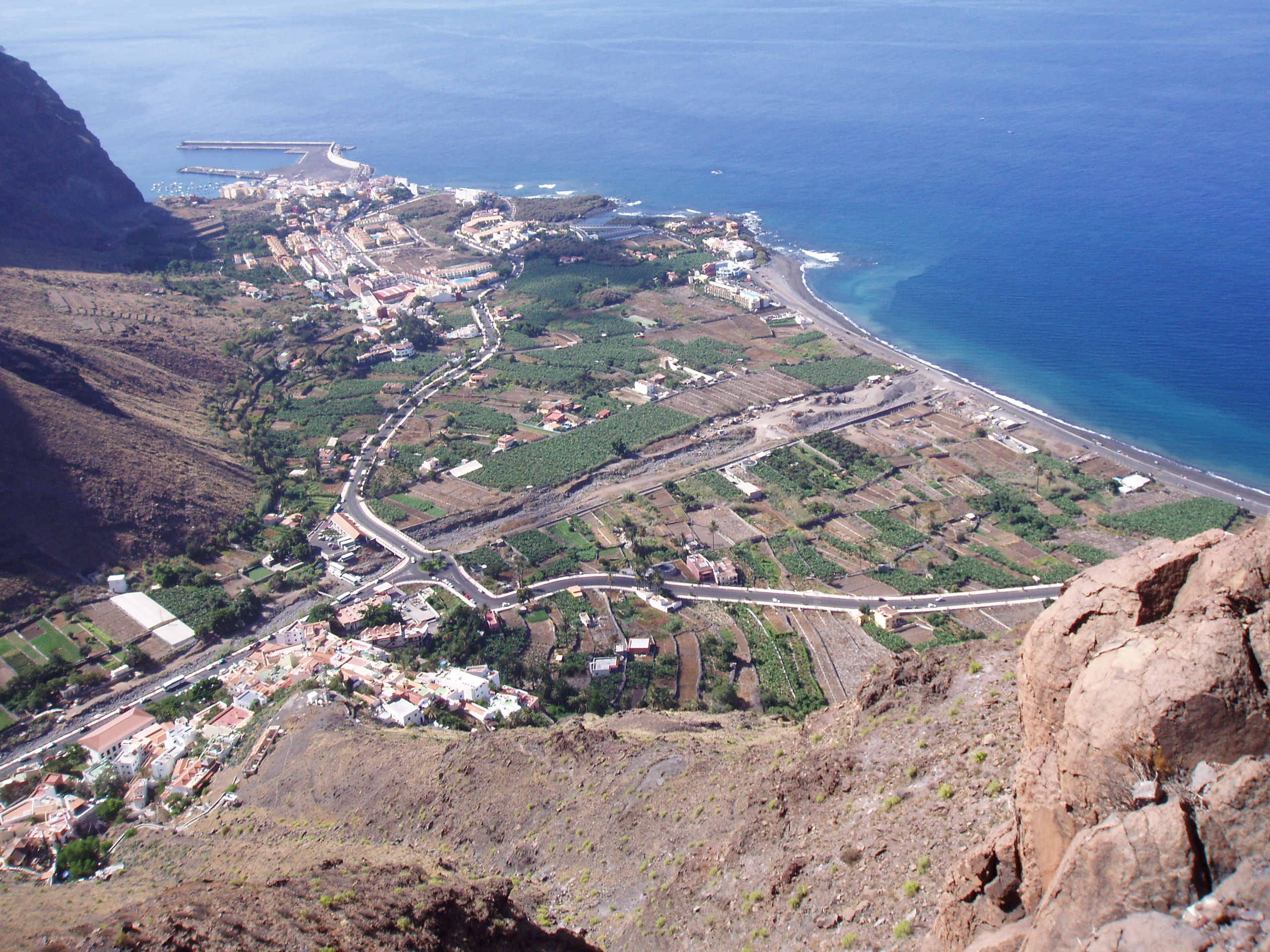
Vue générale de Valle Gran Rey
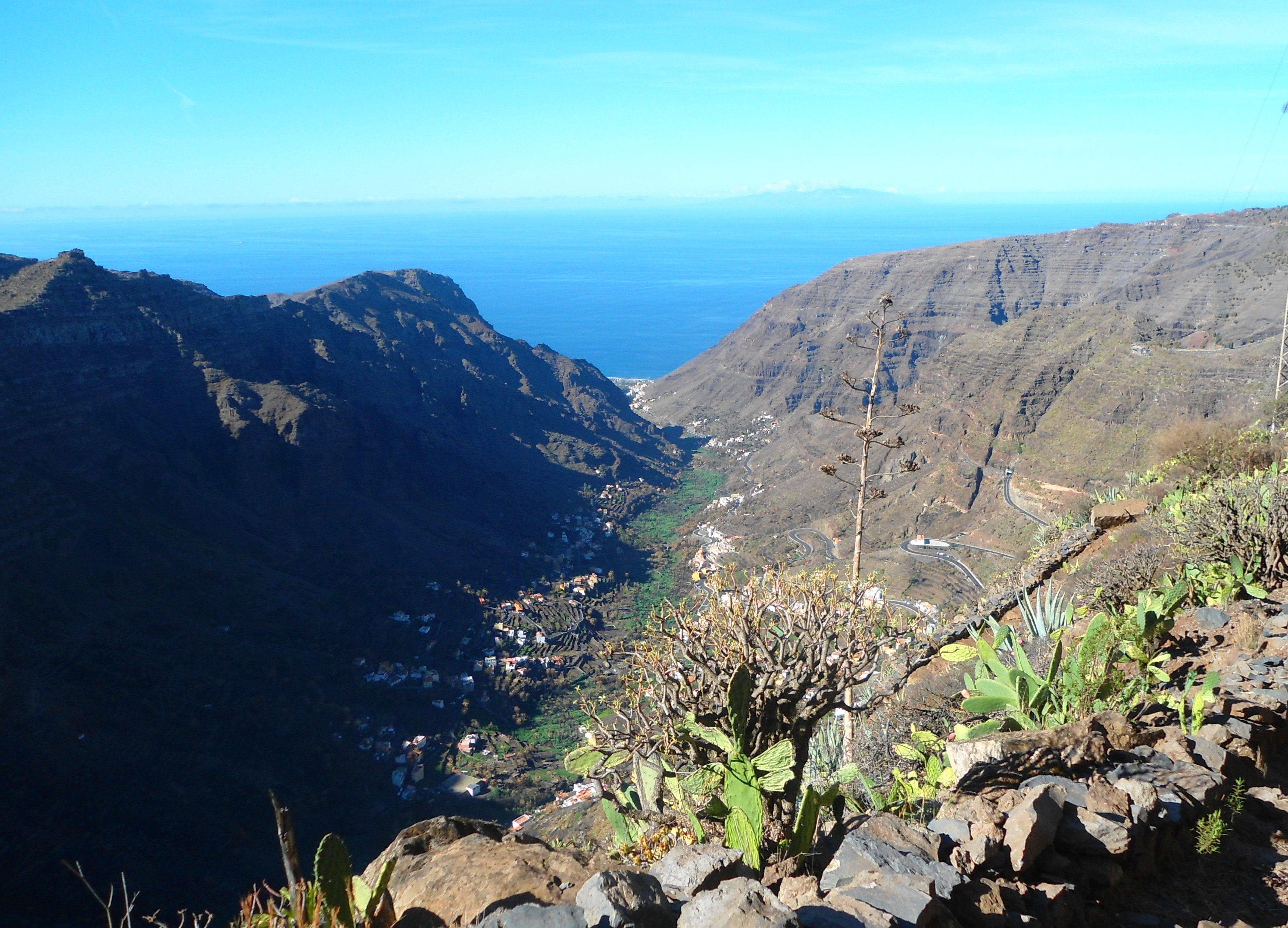
Valle Gran Rey : le barranco
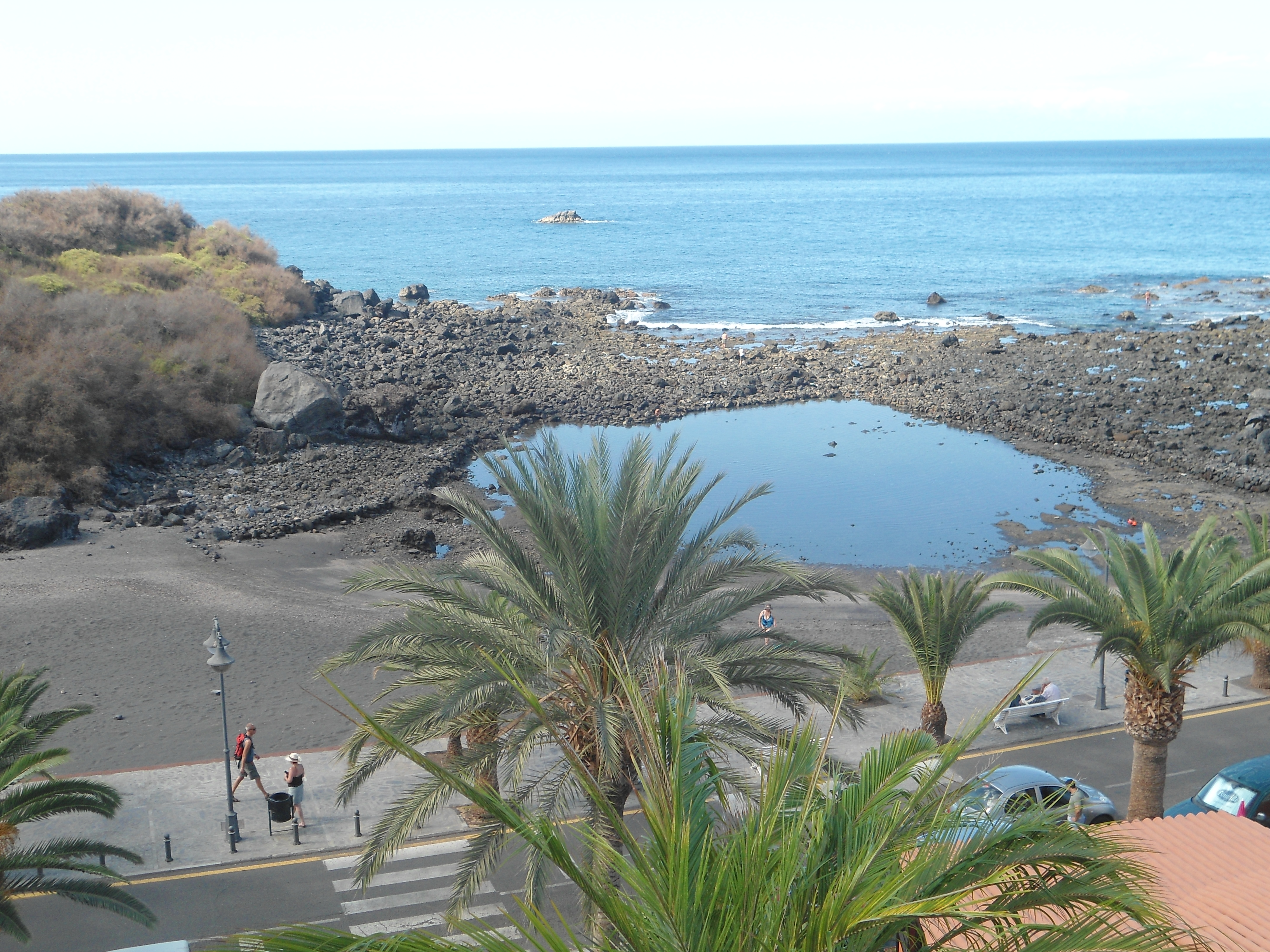
Valle Gran Rey : Charco del Conde à marée basse
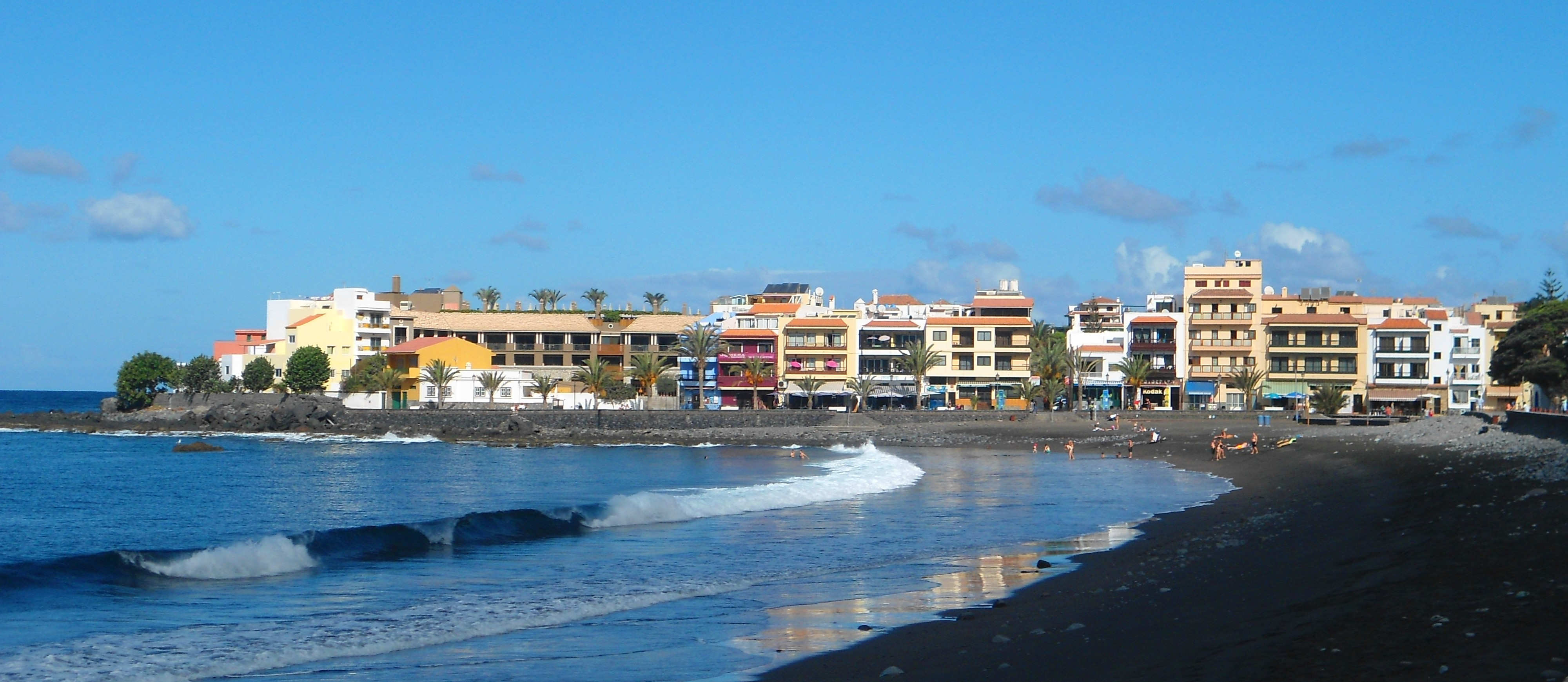
Valle Gran Rey : quartier de la Playa
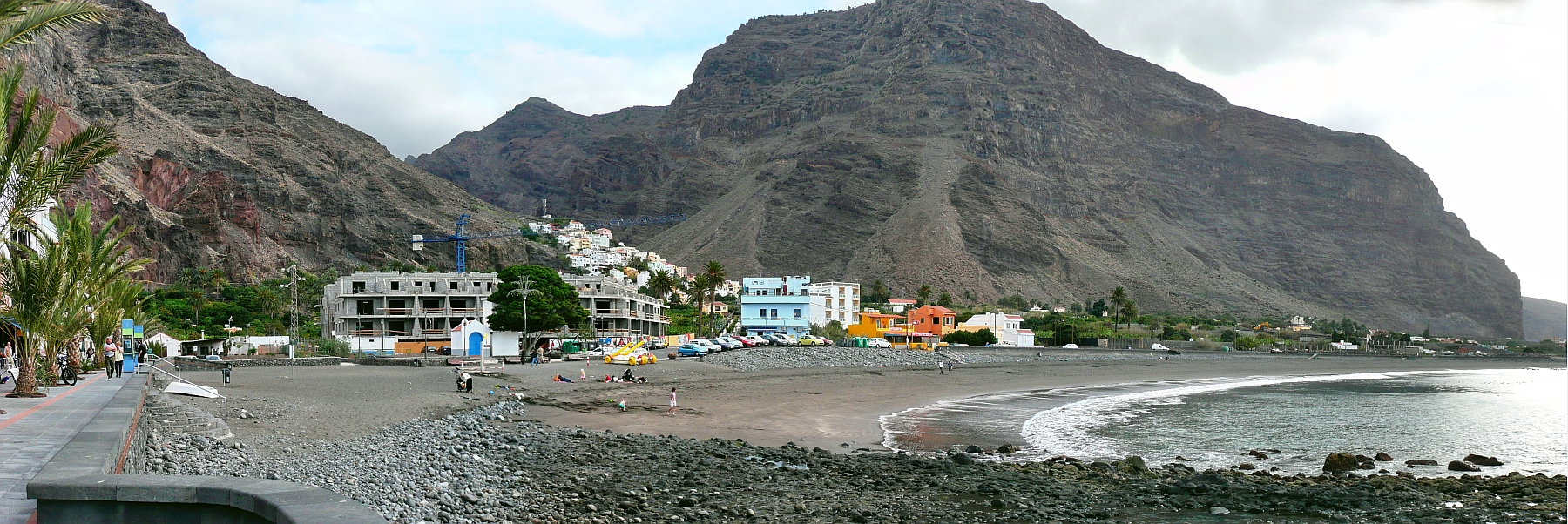
Valle Gran Rey : quartier de La Puntilla
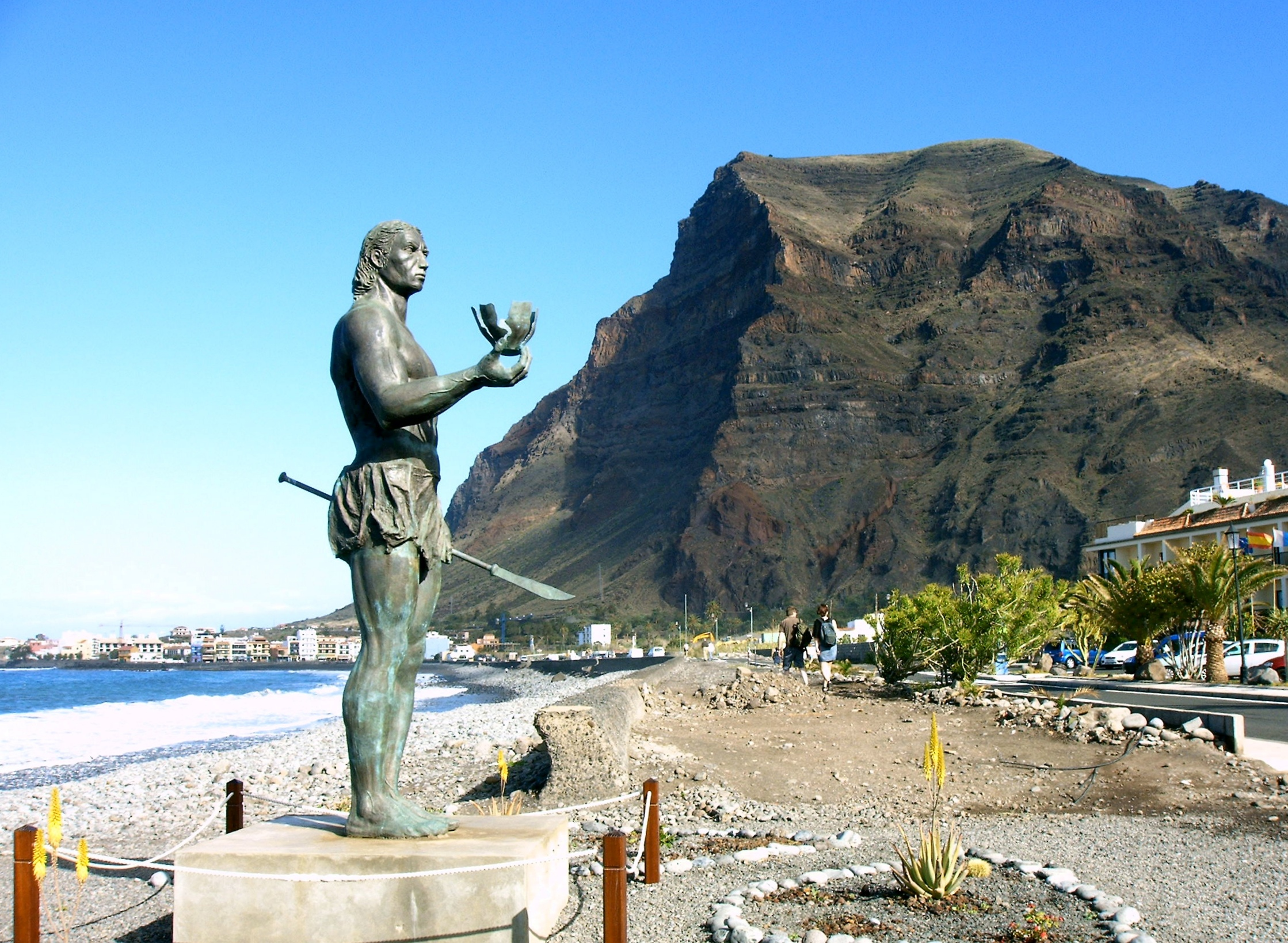
Statue de Hautacuperche
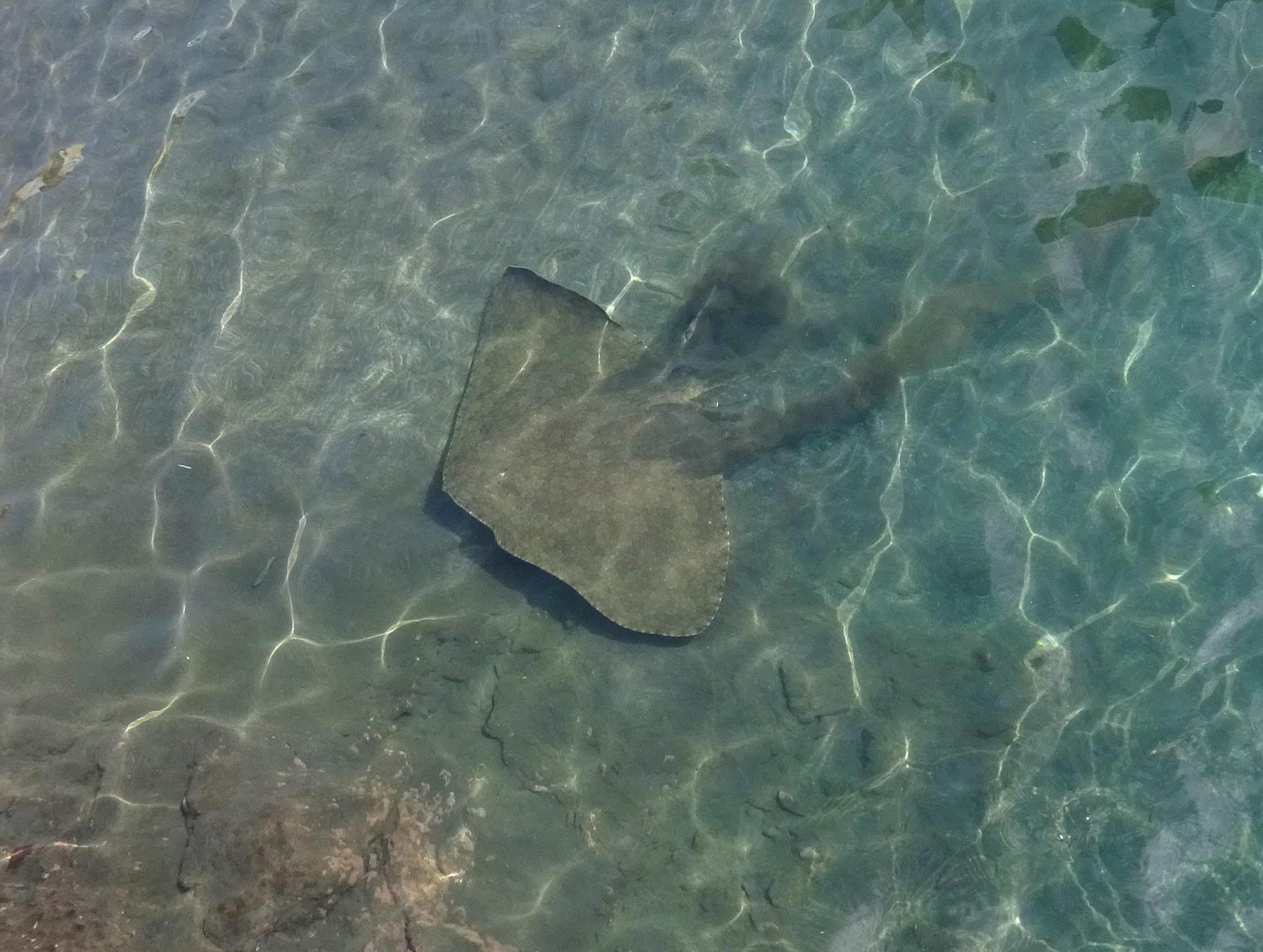
Raie au port de Vueltas